# День работников сельского хозяйства Украины
«День работников сельского хозяйства» (укр. «День працівників сільського господарства») — профессиональный праздник всех работников сельского хозяйства, предприятий по переработке и хранению сельскохозяйственного сырья, пищепрома, заготовительных и обслуживающих фабрик и организаций агропрома Украины. «День сельхозработника» отмечается в стране каждый год в третье воскресенье ноября.
«День работников сельского хозяйства Украины» получил статус официального государственного профессионального праздника практически сразу после распада СССР. 7 октября 1993 года, в столице украины городе-герое Киеве, первый президент Украины Леонид Макарович Кравчук, «в поддержку инициативы работников агропромышленного комплекса Украины», подписал Указ N 428/93 «О дне работников сельского хозяйства Украины», который предписывал отмечать этот праздник в третье воскресенье ноября. Собственно, в этот день праздник отмечался и в УССР, одновременно с другими республиками СССР (Указ Президиума ВС СССР от 1 ноября 1988 г. N 9724-XI «О внесении изменений в законодательство СССР о праздничных и памятных днях»), но после того, как республики обрели независимость, многие из них стали придумывать собственные даты празднования «Дня сельхозработника», а в некоторых эту дату и вовсе упразднили. К чести руководства Украины, здесь бережно сохранили данную традицию.
В этот день первые лица государства высказывают поздравления адресованные работникам сельского хозяйства Украины, а наиболее отличившиеся из них удостаиваются всевозможных поощрений от украинских властей.